# Rexbo, Morsveden en Svedjelund
Rexbo, Morsveden en Svedjelund (Zweeds: Rexbo, Morsveden och Svedjelund) is een småort in de gemeente Falun in het landschap Dalarna en de provincie Dalarnas län in Zweden. Het småort heeft 79 inwoners (2005) en een oppervlakte van 31 hectare. Eigenlijk bestaat het småort uit drie plaatsen: Rexbo, Morsveden en Svedjelund.

## Verkeer en vervoer
Bij de plaats loopt de Riksväg 69.
Het småort ligt vlak bij een plaats waar verschillende wegen samenkomen.